# Baconia viridimicans
Baconia viridimicans är en skalbaggsart som först beskrevs av Schmidt 1893.  Baconia viridimicans ingår i släktet Baconia och familjen stumpbaggar. Inga underarter finns listade i Catalogue of Life.